# Акібасан-Мару
Акібасан-Мару (Akibasan Maru) — судно, яке під час Другої світової війни взяло участь у операціях японських збройних сил на Новій Гвінеї, в архіпелазі Бісмарка та в Мікронезії.

## Передвоєнна історія
Акібасан-Мару спорудили в 1924 році на належній Mitsui Bussan верфі у Тамі для потреб самої Mitsui Bussan, яка поставила його на рейси до Північної Америки та Філіппін. Надалі судно також ходило до Китаю, Австралії, Індії, японських володінь у Кореї та на Сахаліні.
У липні 1941-го Акібасан-Мару реквізували для потреб Імперського флоту Японії, повернули власникам наступного місяця, проте 13 листопада знову реквізували — тепер уже до самого завершення історії судна.
23 листопада — 5 грудня Акібасан-Мару пройшло з Йокосуки до атола Джалуїт (Маршаллові острови).

## Рейс на Маршаллові острови
У грудні 1941-го — січні 1942-го Акібасан-Мару виконало ряд рейсів між атолами Джалуїт та Кваджелейн, а 21 січня 1942-го прибуло до атола Трук у центральній частині Каролінського архіпелагу (ще до війни тут створили потужну базу японського ВМФ, з якої до лютого 1944-го здійснювались операції в цілому ряді архіпелагів). 26 січня Акібасан-Мару полишило Трук і 6 лютого прибуло до Йокосуки.

## Участь у операції проти Порт-Морсбі
17—26 лютого 1942-го Акібасан-Мару перейшло на Трук, звідки 21 березня вирушило далі на південь та 26 числа того ж місяця прибуло на острів Нова Британія до Рабаулу — головної передової бази у регіоні, з якої протягом наступних двох років здійснюватимуться операції на Соломонових островах та сході Нової Гвінеї.
Наприкінці квітня Акібасан-Мару призначили для участі у операції із оволодіння східними Соломоновими островами та Порт-Морсбі. Воно вийшло з Рабаулу 5 травня — на добу пізніше основного транспортного загону, який перевозив призначений для Порт-Морсбі десант, попрямувало услід за ним та 6 травня наздогнало. Унаслідок битви в Кораловому морі японська операція була згорнута, тому 9 травня Акібасан-Мару повернуло назад до Рабаулу.
22 травня 1942-го судно полишило Рабаул у складі конвою, який через кілька діб розійшовся. Акібасан-Мару пройшло через острів Паган (Маріанські острови) і 6 червня прибуло до Йокосуки, після чого з 11 червня по 9 липня 1942-го судно проходило ремонт на верфі Mitsui Engineering and Shipbuilding у Тамано.

## Рейс до Рабаулу
По завершенні ремонту Акібасан-Мару відвідало кілька японських портів — Осака, Іто, Токіо, Йокогама, Йокосука, після чого 25 липня 1942-го вийшло з останнього до Рабаул, куди прибуло 6 серпня (тобто за день до висадки союзників на Гуадалканалі). Тут воно залишалось до 24 серпня, після чого пройшло на Сайпан (Маріанські острови), далі 6 вересня зайшло на острів Фейс (західна частина Каролінських островів за вісім сотень кілометрів на південний захід від Сайпану), а 23 вересня повернулось до Йокосуки.

## Рейси до Мікронезії
8 жовтня 1942-го Акібасан-Мару відплило з Йокосуки на Трук, де перебувало з 19 по 28 жовтня. На зворотному шляху судно 2—7 листопада провело на острові Фейс, а 16 листопада досягло Йокосуки.
Новий рейс у Мікронезію почався 27 листопада 1942-го. 7—20 грудня Акібасан-Мару провело на Труці, потім відійшло на схід Каролінських островів до острова Понапе, з якого вирушило 27 грудня попрямувало на захід до Маріанських островів. Тут воно відвідало Сайпану та Роту, а 15 січня 1943-го повернулось до Йокосуки.

## Новий рейс до Рабаулу
27 січня 1943-го Акібасан-Мару вчергове вирушило з Йокосуки на Трук, куди прибуло 6 лютого. 7 лютого разом зі ще щонайменше одним судном воно рушило на південь та 10 лютого досягло Кавієнгу на північному завершенні острова Нова Ірландія (друга за значенням японська база у архіпелазі Бісмарка). Тут у них з'явився ескорт із мисливця за підводними човнами CH-18, який довів їх 11 лютого до Рабаулу.
22 березня 1943-го Акібасан-Мару рушило назад, 26—30 березня провело на Труці, після чого пройшло через Сайпан і Тініан до Японії, повернувшись у Йокосуку 15 квітня.

## Продовження рейсів до Мікронезії
2—16 травня 1943-го Акібасан-Мару пройшло з Йокосуки через Іводзіму на Трук. 22—25 травня воно пройшло у конвої на Сайпан, а 2 червня повернулось назад на Трук.
24 червня 1943-го судно рушило з Труку до Науру, маючи супровід із есмінця «Сігуре» та мисливця за підводними човнами (конвой «Науру № 3»). 29—30 червня судно розвантажилось на Науру, після чого 5 липня досягнуло Труку, перебуваючи на зворотному шляху під охороною лише мисливця.
13—16 липня 1943-го Акібасан-Мару пройшло з конвоєм на Сайпан, а 30 липня — 6 серпня перейшло звідси з конвоєм до Японії.
З 17 серпня по 10 жовтня 1943-го судно проходило ремонт на токійській верфі. Після цього 20—28 жовтня воно здійснило перехід з Йокосуки на Сайпан у складі конвою № 3020, а 10—14 листопада пройшло на Трук разом з іншим конвоєм. 5 грудня почався зворотний рейс на Сайпан разом з конвоєм № 4205B. 7 грудня Акібасан-Мару зазнало певних пошкоджень внаслідок атаки американського підводного човна USS Pogy, проте 10 грудня змогло прибути на Сайпан, а 20 грудня вже було у Йокогамі.
31 грудня 1943-го Акібасан-Мару вирушило з Йокосуки у складі конвою № 3231, який прибув на Трук 11 січня 1944-го. 20—26 січня судно пройшло у складі конвою № 5202 на Маршаллові острови до атола Кваджелейн. Тут воно розвантажилось, а також провело операцію із буксирування до мілководного району судна «Ейко-Мару №2 Го», яке отримало важкі пошкодження під час рейду авіаносного з ‘єднання на Кваджелейн на початку грудня.
Станом на 30 січня 1944-го Акібасан-Мару все ще перебувало на Кваджелейні. Того дня ворожий флот почав операцію по оволодінню цим атолом, у початковій фазі якої були знищені всі кораблі та судна, що перебували в його лагуні. Унаслідок повітряної атаки Акібасан-Мару зазнало прямих влучань у два трюми та затонуло протягом 15 хвилин (за іншими даними, судно потопив есмінець USS Burns, який взяв участь у бомбардуванні Кваджелейну надводними кораблями).
Наразі рештки судна лежать на глибині від 18 до 40 метрів.